# 道斯湖站
道斯湖站（英語：Dow's Lake Station）是一座位於加拿大渥太華的輕軌車站，是渥太華輕鐵2號線的途徑車站。

## 位置
本站位於延齡草巷（Trillium Pathway）以西，卡靈路（Carling Avenue）以北。

## 历史
本站作為渥太華輕鐵試驗項目的車站之一於2001年10月15日啓用，當時該車站因靠近卡靈路而稱為卡靈站（Carling Station）。
2020年5月3日，由於2號線所有站台過短無法停靠計劃引進的阿爾斯通Stadler FLIRT3列車，本站2號線站台隨2號線暫停使用並於2020年底拆除改造，同年11月，本站重新命名為道斯湖站。2025年1月6日，車站重新啟用。

## 車站結構（2020年前）
在2020年年末拆除改造前，本站為路塹內車站，單側側式站台。在2017年前增設簡易站廳和進出站閘機前本站可直接通過延齡草自行車道一側的樓梯進入。
| 地面層 站廳層 | 站廳         | 出入口、自動售票機、進出站閘機 | 出入口、自動售票機、進出站閘機 |
| 路塹層 站台層 | 側式站台     | 側式站台                       | 側式站台                       |
| 路塹層 站台層 | （往卡爾頓） | 2 2號線                        | （往意大利科索）               |

## 出口
|  | 出口                     | 出口道路                           | 建議前往目的地                                                      | 同站公交綫路 | 圖片 |
|  | ------------------------ | ---------------------------------- | ------------------------------------------------------------------- | ------------ | ---- |
|  | 延齡草自行車道（英語：Trillium Pathway） | 道斯湖 聖·約翰·卡靈大樓 布斯街副樓 | A等候站： 55 56 85 B等候站： 55 56 85 C等候站： 85 2 D等候站： 85 2 |              |      |

## 外部鏈接
- 站臺網站（英文） （页面存档备份，存于）